# Ранние дела Пуаро
«Ранние дела Пуаро» (англ. Poirot's Early Cases) — сборник детективных рассказов Агаты Кристи, опубликованный издательством Collins Crime Club в 1974 году. Отдельные рассказы из сборника были опубликованы в период с 1923 по 1935 годы в периодических изданиях. В сборник вошли рассказы, описывающие ранние расследования Эркюля Пуаро, проводимые им до того, как он стал известным частным детективом.

## Описание сюжетов

### Дело на балу победы
Оригинальное название — The Affair at the Victory Ball
Инспектор Джепп обращается к Пуаро за помощью в расследовании странных событий, произошедших на костюмированном балу в честь Победы. Группа из шести молодых людей во главе с виконтом Кроншоу присутствовала на балу в костюмах персонажей комедии дель арте. Лорд Кроншоу был одет в костюм Арлекина, его дядя, Юстас Белтане, и миссис Мелаби, американская вдова — в костюмы Пульчинеллы, в костюмы Пьеро и Пьеретты были одеты мистер и миссис Кристофер Дэвидсон, а мисс Коко Кортенай, актриса, по слухам, обручённая с лордом Кроншоу, была в костюме Коломбины.
У компании вечер не задался с самого начала, было очевидным, что лорд Кроншоу и мисс Кортенай не разговаривают друг с другом. Кортенай плакала и просила отвезти её обратно домой в Челси. Они уехали, а позже один из друзей Кроншоу заметил Арлекина в ложе, откуда тот смотрел на бальный зал. Десятью минутами позже Корншоу был найден мёртвым с ножом в сердце. В дополнение к трагедии, Коко также была найдена мёртвой в своей постели. Выяснилось, что она пристрастилась к наркотикам. Пуаро начинает расследование.

### Исчезновение Клэпемской кухарки
Оригинальное название — The Adventure of the Clapham Cook
Пуаро не заинтересовывается расследованием ни одного из преступлений, о которых пишут газеты и на которые пытается обратить его внимание Гастингс. Это касается и банковского клерка, пропавшего с облигациями на пятьдесят тысяч фунтов, и мужчины, покончившего с собой, и пропавшей секретарши. Однако Пуаро заинтересовал визит миссис Тодд, которая настаивает на том, что Пуаро занялся поисками её пропавшей кухарки. Пуаро отнёсся с должным юмором к ситуации: не желая вступать в конфликт с дамой, он соглашается на столь тривиальное дело.
Эльза Данн, женщина среднего возраста, ушла из дома Тоддов, где работала кухаркой, за два дня до этого, и больше её никто не видел. Поговорив с горничной, Пуаро выясняет, что вещи кухарки были упакованы и в день пропажи она за ними прислала. Это означало, что Эльза запланировала свой уход заранее. Оказалось, что ещё одним жильцом дома был мистер Симпсон, сотрудник того самого банковского клерка, о котором писали газеты. Пуаро заинтересовало это совпадение, особенно потому, что иных связей между двумя событиями нет.
Пуаро прибегает к хитрости и размещает в газете обращение к Эльзе. Через несколько дней она появляется в его офисе.

### Корнуолльская тайна
Оригинальное название — The Cornish Mystery
К Пуаро обращается некая миссис Пенгили, дама среднего возраста, которая опасается, что может быть отравлена собственным мужем, дантистом по профессии. Ей становится плохо каждый раз после еды, но доктор утверждает, что она страдает лишь от гастрита. Они с мужем живут в небольшом городке в Корнуолле. У неё нет никаких доказательств, за исключением того, что ей становится плохо лишь тогда, когда дома её муж. Финансовых мотивов у мистера Пенгили вроде бы нет, но его жена подозревает, что всему виной интрижка, которую муж завёл со своей помощницей. Кроме них, в доме ещё живёт её племянница, Фрида Стэнтон. Выясняется, что за несколько дней до этого девушка поссорилась с миссис Пенгили и уехала, прожив в доме восемь лет. Миссис Пенгили отказывается назвать причину ссоры, но утверждает, что некий Рэднор посоветовал ей прогнать Фриду. Самого Рэднора миссис Пенгили описывает как «просто друга» и «очень приятного молодого человека».
Пуаро начинает расследование этой интриги.

### Приключение Джонни Уэйверли
Оригинальное название — The Adventure of Johnnie Waverly
Пуаро приглашают расследовать похищение трёхлетнего Джонни Уэверли, сына Маркуса Уэверли, из их поместья в Суррее. За несколько дней до похищения семья получила анонимное послание, содержавшее угрозу похитить ребёнка, если не будет выплачена сумма в двадцать пять тысяч фунтов. Уэверли передал письмо в полицию, но письмо не вызвало особого интереса у полицейских, пока не пришло ещё одно письмо. В нём предупреждалось, что мальчик будет похищен в двенадцать часов следующего дня. В назначенный день, письмо со словами «В 12 часов» было оставлено на подушке миссис Уэверли. Испугавшись, что злоумышленники в доме, Уэверли распорядился удалить из дома всех, кроме своего проверенного камердинера и давней секретарши-компаньонки жены. В назначенный час он вместе с ребёнком и инспектором Скотланд-Ярда заперся в комнате. Весь дом охранялся. Полиция в холле задержала человека, пытавшегося проникнуть в дом. Выйдя посмотреть на происходящее, Уэверли и инспектор не заметили, как ребёнок был похищен. Всё, что они знают — это то, что мальчика увезли на машине через неохраняемые ворота.

### Двойная улика
Оригинальное название — The Double Clue
Пуаро расследует кражу в доме коллекционера антиквариата, Маркуса Хардмана. Ограбление произошло во время вечеринки, которую устраивал Хардман. На вечеринке он показывал гостям свою коллекцию средневековых украшений и обнаружил, что его сейф вскрыт, а всё, что было внутри, исчезло. Четверо из гостей имели возможность совершить ограбление: мистер Джонсон, миллионер из Южной Африки, графиня Bера Русакова, Бернард Паркер, молодой женоподобный агент Хардмана, и леди Ранкорн, светская дама среднего возраста, чья тётка страдала клептоманией.
Пуаро осматривает место преступления и находит мужскую перчатку и портсигар, на котором выгравированы буквы BP. Он посещает Бернарда Паркера, который выглядит весьма подозрительно, заявляя, что перчатка ему не принадлежит, а потом ещё ожесточённей отказывается от портсигара. Выходя, в холле Паркера Пуаро обнаруживает пару найденной в доме Хардмана перчатки.

### Король треф
Оригинальное название — The King of Clubs
Пуаро и Гастингс обсуждают сообщение о смерти, опубликованное в газете. Семья Огландер играла в бридж в гостиной своего доме в Стритхеме. Во время игры распахнулись двери террасы и в комнату ввалилась женщина в окровавленной одежде. Она произнесла «Убийство!» и упала на пол. Семья вызвала врачей и полицию, а в соседнем доме было обнаружено тело Генри Рибурна, театрального импресарио, его голова была проломлена неизвестным оружием. Личность женщины была установлена, ею оказалась знаменитая танцовщица Вэлери Синклэр.
В продолжение истории, к Пуаро приходит Пол, герцог Моранский, который надеялся, что Вэлери станет его женой. В этом случае он рисковал бы своей репутацией, а также понимал, что не получит одобрения семьи. Однако он выяснил, что мать Вэлери была великой русской княгиней. Он ей верил. Очевидно, что чувства герцога не были взаимными. Недавно они с Вэлери посетили гадалку, которая, положив перед Вэлери трефового короля, предрекла, что Вэлери грозит опасность от какого-то мужчины. Герцог опасался, что Вэлери могла неправильно истолковать слова гадалки, и, решив, что опасность может исходить от Рибурна, напала на него.
Пуаро и Гастингс едут в Стритхем и посещают место преступления.

### Наследство Лемезюрье
Оригинальное название — The Lemesurier Inheritance
В последние дни Первой мировой войны Пуаро и Гастингс снова встречаются в Стайлз. Они обедают в Карлтоне, где встречаются с капитаном Винцентом Лемезюрье, с которым Гастингс познакомился во Франции. Во время обеда к ним подбегает кузен капитана и сообщает, что его отец упал с лошади и может не дожить до утра. Винцент и его дядя Хьюго спешат домой, а Роджер остаётся с Пуаро и Гастингсом.
Гастингс удивляется бурной реакции Винцента на сообщение о трагедии, поскольку Винцент не особо ладил с отцом. Роджер рассказывает им о проклятии, которое висит над семьёй. История берёт свои истоки в средневековье, когда один из их предков заподозрил жену в неверности и в том, что рождённый ею ребёнок — не от него. В ярости он убивает их обоих, а точнее, заживо замуровывает их в стене. Жена проклинает его перед смертью: ни один из старших сыновей его потомков не будет получать наследство. Через какое-то время он понимает, что она была невиновна, и всю оставшуюся жизнь проводит в покаянии. Несмотря на это, проклятия стали сбываться из года в год.
На следующее утро Пуаро и Гастингс узнают, что сам Винцент умер ночью, вывалившись из поезда, на котором ехал проведать отца. Пуаро начинает расследование.

### Затерянный прииск
Оригинальное название — The Lost Mine
Пуаро и Гастингс обсуждают инвестиции, и Пуаро сообщает Гастингсу, что никаких инвестиций у него нет, за исключением четырнадцати тысяч акций компании «Бирма Майнс Лимитед», которые были переданы ему в счёт оплаты оказанных им услуг. Он рассказывает Гастингсу историю того расследования.
Один из приисков этой компании был серебряным прииском, открытым китайцами в XV веке. Он был выработанным, но что-то ещё осталось, и он стоил того, чтобы продолжать разрабатывать его. Сам прииск был вскоре затерян, а единственным ключом к его местонахождению были бумаги, хранившиеся у одной китайской семьи. Ву Линг, представитель семьи, соглашается приехать в Англию и начать переговоры о продаже бумаг. Он зарегистрировался в отеле на Рассел-сквер, позвонил в компанию и пообещал приехать на следующие день для переговоров. На встречу он не пришёл. В отеле сообщили, что рано утром он уехал с другом. В тот день он так и не появился, а на следующий день полиция обнаружила его тело в Темзе.
Пуаро наняли для расследования преступления.

### Плимутский экспресс
Оригинальное название — The Plymouth Express
Молодой офицер военно-морских сил путешествует на Плимутском экспрессе, где обнаруживает женский труп под сиденьем в своем купе. Женщину опознали как Флосси Халлидэй, а ныне миссис Руперт Кэррингтон, дочь американского сталелитейного магната, который просит Пуаро заняться этим делом.
Пуаро был знаком с женщиной и видел её в Париже. Какое-то время назад её застали с авантюристом, которого называли графом Рошфором. Отец увез её обратно в Америку, чтобы держать подальше от графа. Позднее она вышла замуж за Руперта Кэррингтона, который оказался никчёмным мужем, азартным игроком с огромными долгами. Вскоре они разъехались и стали жить раздельно, правда, не разводясь.
Пуаро и Гастингс узнают, что Флосси направлялась к друзьям поездом из Паддингтона и сделала пересадку в Бристоле на Плимут, хотя сойти должна была раньше. Она везла с собой свои драгоценности на сто тысяч фунтов стерлингов. В Бристоле её горничная, Джейн Мэйсон, должна была ждать её несколько часов, пока Флосси отлучалась куда-то с незнакомым мужчиной. Не дождавшись хозяйку, горничная отправилась в гостиницу, а на утро узнала из газет об убийстве. Драгоценности миссис Кэррингтон пропали, а при вскрытии тела женщины были обнаружены следы хлороформа.
Пуаро начинает расследование.

### Коробка конфет
Оригинальное название — The Chocolate Box
Однажды вечером в разговоре с Пуаро Гастингс предполагает, что Пуаро ни разу не испытывал неудач в расследованиях. Пуаро говорит, что это не так, и рассказывает Гастингсу об одном из своих ранних дел.
События были связаны со смертью Пола Деролара, французского депутата, который жил в Брюсселе. Это были времена противостояния церкви и государства. Деролар был ключевой персоной событий, он был анти-католиком и метил в министры. Он был вдовцом, несколько лет назад его молодая жена умерла, упав с лестницы. Он унаследовал её дом в Брюсселе, был сдержанным в вопросах выпивки и курения, но слыл любимцем женщин. Неожиданно он скончался в своем доме, предположительно от сердечного приступа. Это произошло как раз в день, когда он получил назначение на министерский пост. Пуаро тогда служил в бельгийской полиции и был в отпуске, но к нему заявилась кузина Деролара, мадемуазель Менар, которая утверждала, будто смерть её двоюродного брата неестественна. Вместе с ним проживали четверо слуг, престарелая, весьма аристократичная мать, сама мадемуазель Менар, а в день смерти ещё два гостя: господин де Сент-Алар, сосед, и Джон Уилсон, друг из Англии. Пуаро был представлен всем домашним и начал расследование.

### Чертежи субмарины
Оригинальное название — The Submarine Plans
Пуаро срочно вызвали нарочным курьером в дом лорда Элловэя, главы Министерства обороны и потенциального премьер-министра. Сыщик направляется туда вместе с Гастингсом. Его представляют адмиралу сэру Гарри Вирдэйлу, начальнику штаба ВМС, который гостит у Элловэя вместе с женой и сыном Леонардом. Причиной вызова Пуаро, как выясняется, стала пропажа секретных чертежей новой подводной лодки. Кража произошла тремя часами ранее.
Факты таковы: дамы, а именно миссис Конрой и леди Вирдэйл, отправились спать в десять вечера. Так же поступил и Леонард. Лорд Элловэй попросил своего секретаря, мистера Фицроя, положить различные бумаги, над которыми они с адмиралом собирались поработать, на стол, пока они прогуляются по террасе. С террасы лорд Элловэй заметил тень, метнувшуюся от балкона к кабинету. Войдя в кабинет, они обнаружили, что бумаги, переложенные Фицроем из сейфа на стол в кабинете, исчезли. Фицрой отвлёкся на визг одной из горничных в коридоре, которая утверждала, будто видела привидение. В этот момент, по всей видимости, чертежи и были украдены.
Пуаро ведёт расследование.

### Квартира на четвёртом этаже
Оригинальное название — The Third Floor Flat
Пуаро расследует убийство, произошедшее в доме, где он живёт.

### Двойной грех
Оригинальное название — Double Sin
Вследствие своей наступившей известности, Пуаро переутомился от нахлынувших дел. Гастингс предлагает ему отдохнуть в Девоне, куда готов сопровождать его. Они едут на курорт в Эбермут. На четвёртый день отпуска Пуаро получает записку от театрального агента Джозефа Ааронса, который просит его приехать в Шэрлок Бэй на севере Девона для консультаций. Они собираются ехать поездом, но Гастингс предлагает отправиться на автобусе, курсирующем между двумя курортами — это должно сэкономить им время на пересадках. Пуаро с трудом соглашается, опасаясь английского климата и сквозняков. Они бронируют билеты. В кассе Гастингс обращает внимание на рыжеволосую девушку, тогда как Пуаро заинтересовался молодым человеком с жидкими усиками.
На следующий день та самая молодая женщина представляется им как Мэри Дюррант. Её тётка живёт в Эбермуте, где держит антикварный магазинчик. Мэри направляется в Шэрлок Бэй по поручению тётки, там она должна передать ей миниатюры. На стоянке автобуса Мэри подходит к Пуаро и сообщает, что какой-то человек только что забрал её чемодан с миниатюрами. По описанию он похож на молодого человека, которого днем ранее Пуаро заметил в билетной кассе.

### Тайна Маркет-Бэйзинга
Оригинальное название — The Market Basing Mystery
Инспектор Джепп приглашает Пуаро и Гастингса провести с ним уикэнд в небольшом городке Маркет-Бэйзинг. Пока они сидят в гостинице и наслаждаются завтраком, Джеппа вызывает констебль и просит помочь с проблемой. Уолтер Протеро, владелец большого имения, был обнаружен мёртвым в своем доме. Возможно самоубийство, но местный врач утверждает, что это маловероятно.
Все трое отправляются в Ли Хаус и встречаются с доктором Джилсом, которого вызвала миссис Клегг, экономка. Она пожаловалась на то, что не может разбудить хозяина. Выломав дверь, они обнаруживают Протеро с огнестрельным ранением в голову. В правой руке он держал пистолет, но входное отверстие от пули было на левом виске. При осмотре комнаты Гастингс обращает внимание, что Пуаро как-то странно принюхивается к воздуху в комнате. За правым рукавом Протеро они обнаруживает носовой платок. Гастингс не ощущает странного запаха ни в воздухе, ни от платка. Действия Пуаро ему кажутся странными.

### Осиное гнездо
Оригинальное название — Wasp’s Nest
Отдыхая летним вечером на террасе своего дома, Джон Харрисон весьма рад неожиданному визиту Эркюля Пуаро. Сыщик рассказывает ему, что здесь неподалёку расследует одно убийство, и крайне удивляет Харрисона тем, что убийство ещё не совершено. Задача Пуаро предотвратить его.
Пуаро переводит тему разговора на осиное гнездо, которое висит на дереве неподалёку от террасы. Харрисон сообщает, что его друг Лэнгтон должен по его просьбе купить бензин и сжечь гнездо. Пуаро на это отвечает, что Лэнгтона видели в аптеке, покупающим цианид калия. Харрисон в изумлении, он не считает цианистый калий хорошим средством. Тогда Пуаро задает самый важный вопрос: «А Вам нравится Лэнгтон?» Как оказалось, у Лэнгтона есть повод не любить Харрисона, поскольку последний собирается жениться на девушке, которая до этого встречалась с Лэнгтоном.

### Дама под вуалью
Оригинальное название — The Veiled Lady
Пуаро заскучал, давно нет интересных дел. Он говорит Гастингсу, что преступники в Англии уже слишком боятся Пуаро, он полностью отметает идею, что они могут о нём вообще не знать.
В этот момент к ним приходит посетительница. Её лицо закрыто плотной вуалью, она представляется как леди Милисент Касл Вун, чьё обручение с герцогом Саутширским было недавно объявлено. Во время войны она написала любовное письмо человеку, который впоследствии был убит. Письмо же попало в руки мистера Лэвингтона, шантажиста, который теперь вымогает у неё двадцать тысяч фунтов. Такой суммы ей не собрать. Она рассказывает, что отправилась в дом Лэвингтона с целью умолять о пощаде. Он показал ей китайскую шкатулку, в которой хранится письмо. Он предупредил, что шкатулка будет храниться в секретном месте, о котором она никогда не узнает. По приглашению Пуаро, Лэвингтон приходит к нему в офис и смеётся над просьбой Пуаро вернуть письмо, но говорит, что уменьшит сумму выкупа до восемнадцати тысяч. У леди Милисент есть несколько дней на сбор суммы, которую он должен получить по возвращении из Парижа.

### Морское расследование
Оригинальное название — Problem at Sea
Пуаро отправляется в морской круиз до Египта. Он страдает морской болезнью и не получает удовольствия от круиза. На борту корабля он знакомится с несколькими пассажирами. Среди них генерал Форбс и полковник Клэппертон. Форбс неприязненно отзывается о Клэппертоне. Он утверждает, что тот, после ранения на фронте, поступил на содержание к богатой даме. Другие пассажиры относятся к Клэппертону с бо́льшим сочувствием. В особенности учитывая, какое тот проявляет терпение к своей требовательной и вздорной жене. Она была ипохондриком, постоянно жаловалась на сердце. Пуаро она тоже раздражает. Однажды Пуаро замечает, как из её сумки выпала бумажка, это оказался рецепт на дигиталин. Когда корабль достиг Александрию, миссис Клэппертон нашли убитой, из раны на груди торчал диковинный кинжал. Деньги и драгоценности были украдены.

### Как всё чудесно в вашем садочке…
Оригинальное название — How Does Your Garden Grow?
Пуаро получает странное письмо с мольбой о помощи. Его написала пожилая женщина, мисс Амелия Барроуби, живущая в деревушке Чапмэнс Грин. Она очень туманно излагает суть дела, но пишет, что вопрос не терпит отлагательств и касается семьи. Пуаро заинтересовало письмо, он даёт поручение мисс Лемон ответить, что готов приняться за расследование.
Пятью днями позже, мисс Лемон видит объявление в газете, в колонке частных объявлений, что состоялась поминальная служба по умершей мисс Барроуби. Пуаро получает письмо от племянницы усопшей, мисс Мэри Делафонтейн, в котором та сообщает, что в его услугах не нуждаются. Тем не менее, он отправляется в дом Барроуби. Его восхищает ухоженный сад с большим количеством цветов. Первым, кого Пуаро встречает в доме, была русская девушка Катрина Рейгер, которая сразу заявляет, что все деньги должны принадлежать ей. Вошедшие миссис и мистер Делафонтейн отсылают Катрину, и сами принимают Пуаро. Они кажутся весьма удивлёнными, когда узнают, что он частный сыщик.

## Литературная критика
Морис Ричардсон, обозреватель газеты The Observer, 22 сентября 1974 года опубликовал рецензию на сборник, в которой писал, что Гастингс «временами до такой степени тупой, что доктор Ватсон по сравнению с ним просто Лейбниц».

## Экранизации и театральные постановки
- Большинство рассказов были экранизированы в рамках сериала Пуаро Агаты Кристи. Роль Эркюля Пуаро исполнил британский актёр Дэвид Суше.
- Рассказ «Осиное гнездо» стал первым из рассказов Агаты Кристи, который лёг в основу телеспектакля. Одноимённая экранизация вышла в эфир 18 июня 1937 года[2].